# Élections législatives de 1876 dans l'Ariège
Les élections législatives de 1876 ont eu lieu le 20 février.

## Résultats à l'échelle du département
| Partis         | Partis              | Premier tour | Premier tour | Sièges |
| Partis         | Partis              | Voix         | %            | Sièges |
| -------------- | ------------------- | ------------ | ------------ | ------ |
|                | Gauche républicaine | 16 331       | 30,20        | 0      |
|                | Extrême gauche      | 10 315       | 19,08        | 1      |
|                | Bonapartistes       | 9 711        | 17,96        | 1      |
|                | Orléanistes         | 9 348        | 17,29        | 1      |
|                | Légitimistes        | 8 368        | 15,48        | 0      |
|                |                     |              |              |        |
| Inscrits       | Inscrits            | 72 218       | 100,00       | 3      |
| Votants        | Votants             | 54 270       | 75,15        |        |
| Abstentions    | Abstentions         | 17 948       | 24,85        |        |
| Blancs et nuls | Blancs et nuls      | 197          | 0,36         |        |
| Exprimés       | Exprimés            | 54 073       | 99,64        |        |

## Résultats par arrondissement

### Arrondissement de Foix
| Candidat       | Candidat           | Parti               | Premier tour | Premier tour |
| Candidat       | Candidat           | Parti               | Voix         | %            |
| -------------- | ------------------ | ------------------- | ------------ | ------------ |
|                | Paul Léon Aclocque | Orléaniste          | 9 348        | 50,45        |
|                | Dauzon             | Gauche républicaine | 9 182        | 49,55        |
|                |                    |                     |              |              |
| Inscrits       | Inscrits           | Inscrits            | 24 135       | 100,00       |
| Votants        | Votants            | Votants             | 18 617       | 77,14        |
| Abstention     | Abstention         | Abstention          | 5 518        | 22,86        |
| Blancs et nuls | Blancs et nuls     | Blancs et nuls      | 87           | 0,47         |
| Exprimés       | Exprimés           | Exprimés            | 18 530       | 99,53        |

### Arrondissement de Pamiers
| Candidat       | Candidat                                | Parti          | Premier tour | Premier tour |
| Candidat       | Candidat                                | Parti          | Voix         | %            |
| -------------- | --------------------------------------- | -------------- | ------------ | ------------ |
|                | Théodore Vignes                         | Extrême gauche | 10 315       | 55,21        |
|                | Pierre de Lafitte-Falentin de Saintenac | Légitimiste    | 8 368        | 44,79        |
|                |                                         |                |              |              |
| Inscrits       | Inscrits                                | Inscrits       | 23 738       | 100,00       |
| Votants        | Votants                                 | Votants        | 18 741       | 78,95        |
| Abstention     | Abstention                              | Abstention     | 4 997        | 21,05        |
| Blancs et nuls | Blancs et nuls                          | Blancs et nuls | 58           | 6,31         |
| Exprimés       | Exprimés                                | Exprimés       | 18 683       | 93,69        |

### Arrondissement de Saint-Girons
| Candidat       | Candidat                          | Parti               | Premier tour | Premier tour |
| Candidat       | Candidat                          | Parti               | Voix         | %            |
| -------------- | --------------------------------- | ------------------- | ------------ | ------------ |
|                | Gaston de Verbigier de Saint-Paul | Bonapartiste        | 9 711        | 57,60        |
|                | Joseph Sentenac                   | Gauche républicaine | 7 149        | 42,40        |
|                |                                   |                     |              |              |
| Inscrits       | Inscrits                          | Inscrits            | 24 345       | 100,00       |
| Votants        | Votants                           | Votants             | 16 912       | 69,47        |
| Abstention     | Abstention                        | Abstention          | 7 433        | 30,53        |
| Blancs et nuls | Blancs et nuls                    | Blancs et nuls      | 52           | 0,31         |
| Exprimés       | Exprimés                          | Exprimés            | 16 860       | 99,69        |